# Авейру, Жозе
Дон Жозе́ Аве́йру, 8-й герцог Авейру (англ. Dom José de Mascarenhas da Silva e Lancastre, 8.º duque de Aveiro; 2 октября 1708 — 13 января 1759) — португальский дворянин, казнённый за покушение на короля.

## Биография
Родился в 1708 году. Подобно своим предкам, пользовался при португальском короле Жуане V большим влиянием, но при Жозе I был оттеснён маркизом де Помбалом. Вместе с маркизом Тавора и некоторыми лицами, Авейру был признан виновным в покушении на жизнь и ранении короля на улице в ночь с 3 на 4 сентября 1758 года. Подстрекателями объявлены были иезуиты.
13 января 1759 года вместе с своими сыновьями и зятем был казнён, имения их конфискованы, а иезуиты изгнаны из страны. В 1781 году, в царствование Марии I, процесс подвергнут был пересмотру, и по отношению к 6 лицам обвинительный приговор был отменен, но постановление суда об их реабилитации не было приведено в исполнение.